# 포룸 로마눔
포룸 로마눔(라틴어: Forum Romanum)은 고대 로마 시대의 유적지이며, 이탈리아어로는 포로 로마노(이탈리아어: Foro Romano)라고 부른다. 이탈리아 로마 구도심 가운데에 있다. 주요 정부 기관 건물들이 직사각형 모양의 광장을 감싼 형태다. 고대 로마 시기에 이 곳을 포룸 마그눔(Forum Magnum)이나 포룸(Forum)이라고 불렀다.
로마 역사 내내 포룸 로마눔은 로마 정치와 경제의 중심지였다. 이곳에서 개선식, 공공 연설, 선거, 심지어는 검투사 경기까지 국가의 중대 행사를 열었다. 팔라티노 언덕과 캄피돌리오 언덕 사이 있으며, 현재는 몇몇 잔해와 기둥만 남아있다. 현재 어느 정도 발굴을 진행했고, 연간 450만 명 관광객이 방문한다. 고대 로마의 가장 중요한 건축물 대부분 바로 이 포룸 로마눔에 있었다. 로마에 세운 최초 사원과 신전은 이 곳에 있었으며, 고대 왕궁, 베스타 신전, 베스타 여사제들 거처 등 모두 이 곳에 있었다. 포룸 로마눔의 건물들은 전체적으로 로마 제정 시기에 크게 확장했었다.
유적 동남쪽에는 로마 공화정 시기 의회장이 있었다. 그 외에도 공화국 정부 기관, 신전, 동상, 사원이 곳곳에 즐비하다. 포룸 로마눔은 율리우스 카이사르 시기 한차례 탈바꿈하게 된다. 율리우스 카이사르는 포룸 한복판에 '율리우스 바실리카'를 짓고 그 곳으로 원로원 회의장과 재판장을 모두 옮겼다. 로마 공화정 후반과 제정 초반에 시민은 이 곳에 모여 국가의 핵심 업무와 과제를 수행하였다. 제정 시대에 이르러, 포룸 로마눔이 차지하고 있던 경제적 업무는 대부분 트라야누스 포룸 같이 조금 더 거대한 건물로 옮겼다. 하지만 이곳 포룸 로마눔의 정치적 중요함과 상징성은 퇴색하지 않았고, 그 후에도 여전히 로마 제국의 상징처럼 여겼다. 콘스탄티누스 대제가 포룸 로마눔을 마지막으로 크게 확장하였으며, 이후 약 200년 간 서로마 제국의 정치적 중심으로 남았다.

## 설명
포룸 로마눔은 수 세기에 걸쳐 끊임없이 건물군들이 추가되고 덧붙여지는 형식으로 지어졌다. 비록 후대의 황제들이 이 곳의 배치를 조금 더 질서정연하게 바꾸어보기 위해 노력했으나, 이 곳의 뒤섞여진 듯한 배치는 크게 개선되지 못했다. 제정 시대에는 워낙 많은 건물들이 추가적으로 지어져서, 원래 한복판에 자리하고 있던 중앙 광장의 크기가 크게 줄었을 정도였다. 포룸 로마눔의 전체적인 배치 구조는 북서쪽에서 남동쪽으로 뻗어있는 형태였다.
원래 포룸 로마눔이 위치한 장소는 자주 침수되기 쉬운 습지대였다. 하지만 로마 왕정 시기 에트루리아 왕들이 이 곳을 대대적으로 간척하고 메우면서 단단한 평지로 만들어질 수 있었다. 그럼에도 불구하고, 티베르 강이 끊임없이 범람하고 토사물들이 쌓이면서 이 곳의 지면은 끊임없이 올라갔다. 발굴 조사 결과에 따르면, 이와 같은 현상은 로마 공화정 시기부터 꾸준히 일어났던 것으로 추측된다.
공화정과 제정 시기에 이 곳은 주로 개선식의 장소로 사용되었다. 전쟁에서 승리하고 돌아온 장군들은 서쪽의 개선문을 통과하여 도시로 들어와 팔라티노 언덕을 우회하여 마침내 포룸 로마눔에서 시민들의 열광적인 환호를 받았다. 이후 그들은 유피테르 옵티무스 막시무스 신전으로 들어가 그들의 승리를 신들에게 고한 다음, 다시 포룸 로마눔으로 돌아와 귀족들과 함께 화려한 연회를 즐겼다.

## 역사

### 로마 왕정 시기

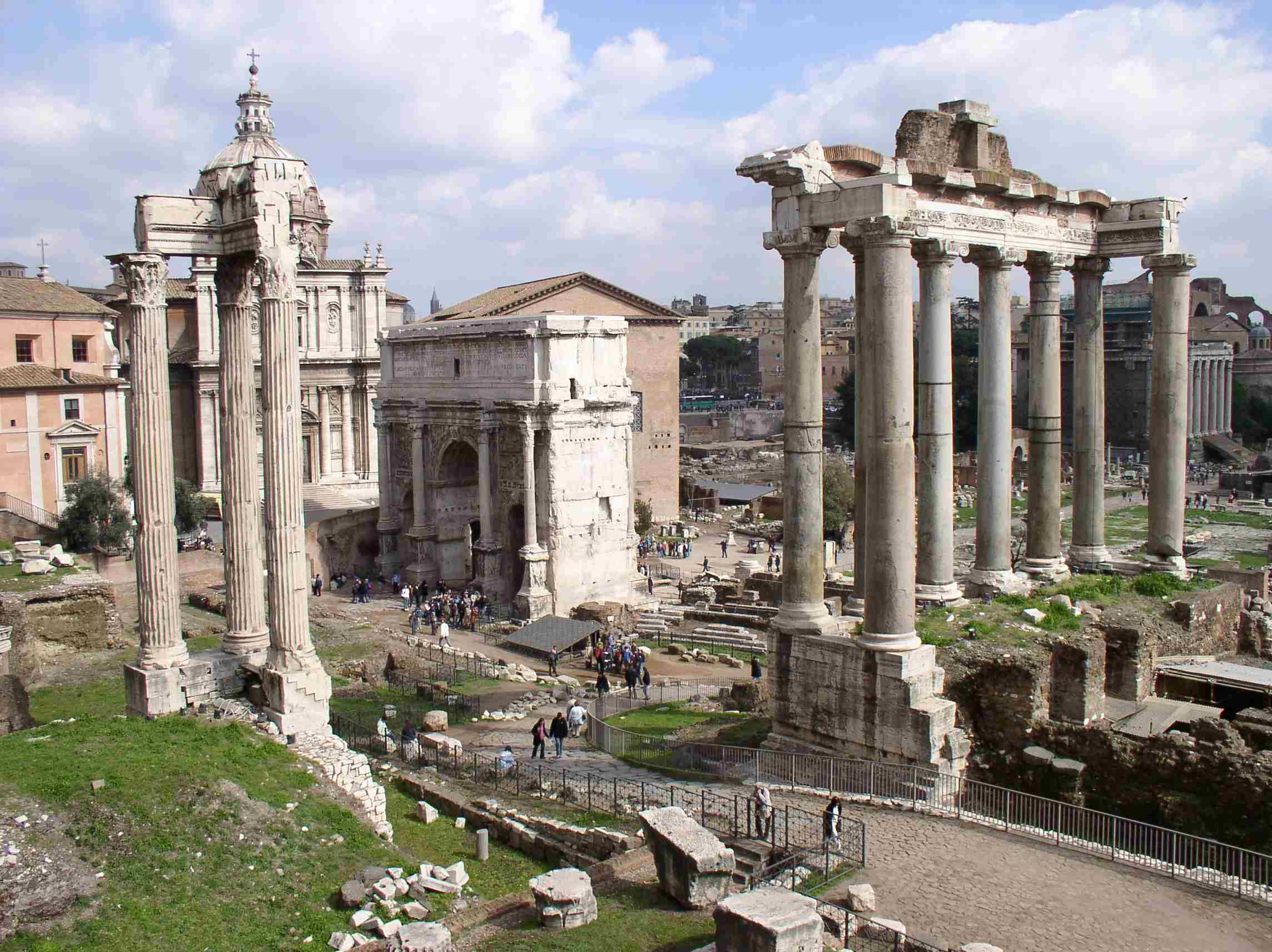
포룸 로마눔의 전경

원래 포룸 로마눔이 있던 곳은 풀들만 무성하게 자라는 습한 저지대였다. 하지만 기원전 7세기경 거대한 간척 사업이 진행되었고, 점차 물이 빠지기 시작하자 점점 더 많은 사람들이 이곳에 정착하기 시작하였다. 로마 신화에 따르면, 이곳은 로마를 세운 전설적인 왕 로물루스와도 관계가 있다. 당시 로마는 로물루스와 티투스 타티우스, 이 두 사람에 의해 양분되어 있었는데, 로물루스는 팔라티노 언덕, 티투스 타티우스는 캄피돌리오 언덕을 각각 차지하고 있었다. 포룸 로마눔은 두 언덕 사이에 위치해 있었기 때문에, 이곳은 자연스레 두 세력이 서로 만나는 장소가 되었다. 그때 포룸 남쪽 부분은 물웅덩이들이 군데군데 있었기 때문에, 사람들은 대부분 북쪽 부분에서 만나 교류했다. 이곳에서 그들은 무기를 들고 나올 수 없었고 서로 싸울 수도 없었다.
포룸은 사비니족의 요새 바깥쪽에 위치해 있었다. 이 요새는 로마인들이 연합하여 공격했을 때 대부분 파괴되거나 헐려 나갔다. 로마 시가 점차 커지기 시작하자, 포룸 로마눔은 점차 거대한 시장으로 변해갔다. 정치가들은 점차 사람들이 많이 모이는 이곳의 용이성을 파악하기 시작했고, 이곳은 정치적 집회나 재판과 같은 공공 행사들이 점점 더 많이 열리기 시작했다. 점차 강성해지는 로마의 행정 업무를 처리하기 위해 이곳에 더 많은 정부 건물들이 들어섰다. 로마의 두 번째 왕 누마 폼필리우스는 이곳에서 최초로 베스타 여신을 섬기는 의식을 시작했다. 그는 이곳에 여사제들을 위한 거처들을 지었고, 그의 왕궁 또한 이곳에 지었다.

### 로마 공화정 시기
로마의 왕들이 쫓겨나고 공화정이 들어섰음에도 불구하고, 포룸 로마눔은 여전히 로마 행정과 정치의 중심이었다. 다만 이곳에는 전보다 더 큰 공공 광장이 만들어졌고, 개인 주택들을 밀어내고 공공 정부 건물들이 대신 그 자리를 차지했다. 몇몇 집정관들이 이때 세운 포룸의 기본적인 구조가 나중에 제정 시기까지 그대로 이어져 내려갔다. 기원전 5세기경, 현재 우리에게 알려진 가장 오래된 건물이 세워졌다. 이 건물은 사투르누스 신전, 카스토르와 폴룩스의 신전 등이 있었다. 얼마 지나지 않아 콩코르디아 신전이 세워졌다. 이곳에서 연설가들은 포룸의 북쪽 부분에 앉아있는 원로원 의원들과 귀족들을 바라보며 연설을 하는 전통이 생겼다. 기원전 80년에 술라가 포룸의 바닥에 대리석으로 판석을 깔았다. 이 판석은 거의 제정이 끝날 때까지 남아있었다고 한다. 기원전 78년에는 이곳에 공공 기록관이 정식으로 세워졌고, 기원전 63년에는 키케로가 이곳에서 유명한 연설을 했다. 기원전 44년, 이곳에서 율리우스 카이사르가 암살당했고, 안토니우스가 그의 장례 연설을 했다. 카이사르의 시신은 이곳으로 운구되어 화장되었고, 나중에 아우구스투스가 그를 기리는 신전을 지었다. 나중에 안토니우스는 키케로를 죽인 후 그의 머리와 오른손을 잘라 대중들이 볼 수 있게 이곳에 걸어놓았다.

### 로마 제국 시기
카이사르가 암살된 후 일어난 내전 이후, 아우구스투스는 로마 전역을 확고히 지배하기 시작했고, 그의 권위를 높이기 위해 포룸에 추가적인 건물들을 짓기 시작했다. 이때 그는 아우구스투스의 아치와 디부스 율리우스 신전을 지었다. 69년에 늙은 황제 갈바가 이곳에서 반란군에게 암살당해 죽었다. 그는 제국 전역에서 반란과 음모가 들끓자 당황하여 급히 피신하려 하였으나, 오토 장군이 이끌던 기병에게 죽임을 당했다. 초기 제정 시기에, 이곳에서 이루어지던 대부분의 경제적, 사법적 업무들은 트라야누스 포룸과 같은 더 거대하고 전문적인 건물들로 옮겨갔다.
셉티미우스 세베루스 황제의 개선문이 203년에 백색 대리석으로 포룸의 북서쪽에 지어졌다. 당시 세베루스 황제는 파르티아와의 전쟁에서 승리해 돌아왔고, 원로원과 시민들은 그에게 개선문을 세워줘 그의 공적을 기리기로 합의했다. 이 개선문은 아직까지도 남아있고, 가장 눈에 잘 띄는 유적들 중 하나이다. 디오클레티아누스 황제도 로마 시내 전체를 다시 설계하며 포룸 로마눔도 같이 리모델링하였다. 이때 포룸 로마눔에 영화로운 기념관들, 신전들이 다시 새롭게 지어졌고, 불타버렸던 베스타 신전도 이때 다시 재건되었다. 콘스탄티누스 대제의 치세 하에 포룸 로마눔은 마지막 전성기를 맞는다. 이 때에 쇠퇴해가던 서로마 제국의 정치력이 대부분 이 곳으로 다시 모여들었으며, 이후 200년 후에 오도아케르에 의해 제국이 완전히 망하기 전까지 포룸 로마눔은 로마 제국의 상징적 중심지로 남아있게 된다.

### 중세
제국이 쇠퇴하고 결국에는 끝내 망하면서, 한때 80만 명에 달하던 로마 시의 인구는 500년에는 25만 명까지 줄어들게 된다. 사람들은 포룸에 세워져 있던 건물들을 보존하기 위해 노력했으나 그와 같은 시도는 별로 빛을 보지 못했고, 6세기 들어 포룸 내의 건물들 일부는 서서히 성당으로 변하게 된다. 608년에 동로마 제국의 포카스 황제를 기리기 위해 돌기둥이 하나 세워졌고, 이것이 포룸에 추가된 마지막 건물이었다. 665년에 로마를 방문한 동로마의 황제는 이곳에 있던 납 지붕들과 신전들을 통째로 뜯어갔고, 이는 안그래도 심각했던 풍화와 침식을 더욱 가속화시켰다. 8세기경 이곳은 성당과 교회들에 둘러싸인 거대한 폐허로 전락하고 말았다. 8세기에 이곳을 여행했던 익명의 스위스 방랑자는 그의 시대에도 이미 이 곳은 완전한 폐허였다고 말한다. 중세 시기 거의 대부분 동안 이곳은 대리석 조각들에 파묻힌 채로 부서져 갔고, 사람들은 점차 옛 영광을 잊어가기 시작했다. 교황 우르바노 5세가 아비뇽에서 다시 돌아오며, 사람들은 황폐했던 교황궁과 성당들을 복구하기 위해 포룸 로마눔에 다시 관심을 쏟게 된다. 그들은 이곳에 간신히 남아있던 기둥들과 유적들을 대부분 떼어갔으며, 무자비한 채석을 감행했다.

### 발굴과 보존
17세기에서 19세기 동안 수많은 예술가들과 고고학자들이 이곳을 거쳐갔다. 그들은 이곳의 옛 영화를 그리워했으며, 이와 관련된 수많은 작품들을 남겼다. 이 작품들 중 몇몇은 당시의 모습을 보여주어 현재의 보존과 복원 작업에 어느 정도 도움을 주기도 한다. 1803년에 한 고고학자가 셉티미우스 세베루스 개선문에 쌓여있던 잔해들을 치웠고, 이때부터 본격적으로 포룸이 다시 빛을 보기 시작한다. 1898년에 이탈리아 정부에 의해 공식적으로 발굴 작업이 시작되었다. 이 프로젝트는 크게 3개의 목표로 이루어져 있었는데, 첫째 곳곳에 흩어져 있는 기둥, 잔해, 조각상들을 원래 자리로 되돌려 놓을 것, 둘째 문화재들을 파손하지 않고 흙과 돌 속에 파묻혀 있는 건물들을 다시 파낼 것, 셋째 이미 발굴된 건물들의 용도와 이름을 알아내는 것이었다. 2008년에 폭우가 내려 유적들 일부가 손상되었다. 다만 발굴 작업은 여전히 지속되었고 2009년에는 추가적인 결과들이 출토되었다.

## 건물
신전
- 안토니누스와 파우스티나 신전
- 디부스 아우구스투스 신전
- 콩코르드 신전
- 카스토르와 폴룩스 신전
- 카이사르 신전
- 야누스 신전
- 유피테르 신전
- 사투르누스 신전
- 베누스 신전
- 베누스와 로마 신전
- 베스파시아누스와 티투스 신전
- 베스타 신전

바실리카
- 바실리카 아에밀리아
- 바실리카 줄리아
- 바실리카 막센티우스

개선문
- 티베리우스 개선문
- 티투스 개선문
- 셉티미우스 세베루스 개선문
- 콘스탄티누스 개선문
- 아우구스투스 개선문

## 같이 보기
- 포룸 로마눔의 건축물 목록
- 셉티미우스 세베루스 개선문